# Agàtocles de Quios
Agàtocles de Quios (en llatí Agathocles, en grec Ἀγαθοκλῆς) fou un escriptor grec que va escriure un llibre sobre agricultura segons diuen Varró i Plini el Vell. L'època en què va viure no se sap amb seguretat.